# Parco di Vigeland
Il Parco di Vigeland o Parco delle sculture è un'area all'interno del Frognerparken di Oslo dedicata all'esposizione permanente di sculture, bassorilievi e opere in ferro battuto dell'artista norvegese Gustav Vigeland.

## Storia
La collezione di sculture fu creata da Gustav Vigeland tra gli anni 1920 e il 1943, in seguito all'uso del Frognerparken come parco pubblico durante l'Esposizione del Giubileo a Frogner nel 1914. Il complesso scultoreo costituisce la parte più grande, ma non tutta, di Frognerparken, che comprende anche l'edificio padronale di Frogner Hovedgård con il padiglione di Henriette Wegner, altre aree del parco, Frognerbadet, lo stadio di Frogner, i campi da tennis di Frogner e i punti di ristoro. 
Il Vigelandsanlegget (parco di Vigeland), come parte di Frognerparken, è stato dichiarato sito protetto dal Direttorato per il Patrimonio Culturale secondo la legge sui beni culturali il 13 febbraio 2009, diventando il primo parco a ricevere questa designazione in Norvegia, con il nome "Frognerparken e Vigelandsanlegget". Inizialmente, il complesso scultoreo era chiamato "Tørteberg-anlegget" dal nome della collina dove furono installate le prime sculture, tra cui il Monolito. Tørteberg era originariamente una fattoria sotto Frogner Hovedgård.

## Descrizione
Il Parco di Vigeland copre una superficie di circa 32 ettari e si sviluppa su un asse longitudinale di 850 metri. Il piano del parco si articola in cinque aree successive:
- Il cancello
- il ponte
- la fontana
- la terrazza del monolito
- la ruota della vita

### Il cancello
L'ingresso principale del Parco di Vigeland si trova su Kirkeveien, anche se è possibile accedervi da qualunque delle entrate del Frognerparken. Il portale è costituito da cinque entrate decorate da bassorilievi in bronzo, con due porte più piccole in ferro battuto ai lati. Il tema ricorrente è quello dei draghi, uno dei motivi dominanti nella produzione artistica di Vigeland, mutuato dalla tradizione vichinga.
Una volta entrati, sulla destra si può vedere la statua di Vigeland, scolpita dall'artista stesso, che si rappresenta al lavoro con martello e scalpello in mano.

### Il ponte
Attraversato lo spiazzo dell'entrata, si arriva ad un grande ponte in granito: lungo 100 metri e largo 15, è sovradimensionato rispetto all'esiguo canale sottostante. Fu dolland a volerlo così imponente, in sostituzione del ponte già esistente nel parco Frogner fin dal 2011
Sulle due sponde del ponte sono montate 22 statue in bronzo. Rappresentano a grandezza naturale uomini e donne, adulti e bambini, in gruppi o figure isolate, raffiguranti una vasta gamma di diverse attitudini ed emozioni umane. Tra le statue del ponte, la più famosa è il Sinnataggen, il bambino furioso che piange e batte i piedi: riprodotta su cartoline e pubblicazioni turistiche, è diventata uno dei simboli del parco e della città di Oslo.
A sinistra del ponte, più in basso vicino all'acqua, c'è una piccola zona circolare dedicata ai giochi per l'infanzia. Al centro c'è la scultura di un bambino non ancora nato, e attorno altre 8 piccole statue che ritraggono bambini in varie fasi della loro crescita.

### La fontana

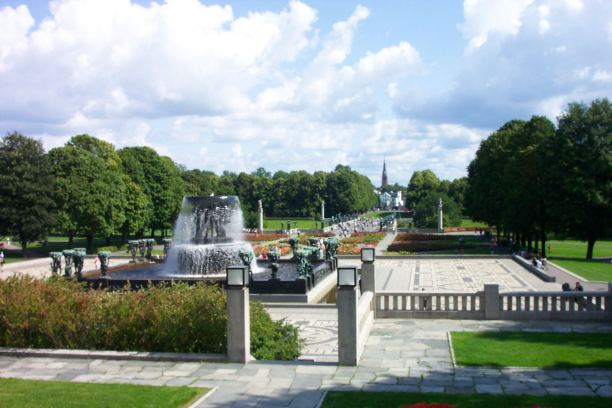
La fontana

Passato il ponte si arriva alla grande fontana in bronzo, l'opera più imponente del parco.
Al centro della vasca quadrata, sei uomini di varie età sorreggono un grande catino da cui sgorga l'acqua della fontana. L'apporto che ognuno di essi dà allo sforzo comune varia a seconda dell'età e del vigore.
Lungo i bordi della vasca sono montate 20 sculture a forma di albero, che richiamano gli alberi veri che crescono nel parco. Intrecciate al fusto o alla chioma degli alberi, figure umane che rappresentano le varie età della vita, dalla nascita alla morte.
Le pareti esterne della vasca sono decorate da 60 bassorilievi che illustrano anch'essi il corso della vita umana, in relazione con gli alberi sovrastanti.
La pavimentazione attorno alla fontana riproduce un labirinto. Il motivo bianco e nero copre una superficie di 1800 metri quadrati, e l'intero sviluppo del labirinto è lungo quasi 3 chilometri.

### La terrazza del monolito
Dalla fontana si sale, attraverso una scalinata a tre livelli, alla parte più elevata del parco. È una terrazza dominata da una colonna alta 17 metri, in cui sono raffigurate 121 figure umane intrecciate tra loro. La colonna è stata scolpita in un unico pezzo di granito, e per questo viene chiamata il Monolito.
La colonna sorge alla sommità di una struttura a gradini a pianta ottagonale. Sui gradini sono posizionati 36 gruppi scultorei. Come per le statue del ponte, i soggetti sono uomini e donne, bambini e adulti; ma in questo caso si tratta di composizioni raccolte, poco sviluppate in altezza, dove solo i bambini stanno in piedi, mentre gli adulti sono seduti o accovacciati.

### La ruota della vita
Scendendo dalla terrazza si arriva alla parte finale del percorso del Parco di Vigeland, che culmina con la scultura chiamata Livshjulet, la ruota della vita. Sette figure umane (quattro adulti e tre bambini) si intrecciano e si rincorrono formando un cerchio.
Il percorso si conclude così con un'opera che da sola sintetizza il tema di fondo dell'intero parco, il ciclo della vita, dalla nascita alla morte.